# 德意志帝國陸軍航空隊
德意志帝國陸軍航空隊（德語：Luftstreitkräfte，德語發音：[ˈdɔʏtʃə ˈlʊftˌʃtʁaɪtkʁɛftə]，直譯為空中戰鬥部隊）是德意志帝國陸軍的空中力量。在英语中通常又称为德国帝国航空服务队（Imperial German Air Service），尽管这不是这两个名称的直译。德意志帝國海軍則有自己的航空兵部隊，兩者皆使用飞机、觀測氣球和飞艇。

## 成立
德意志帝国陆军受他们在观察美国内战时看到的美国气球部队的启发，创建了一个实验性气球连，从1884年到1901年，其组织形式各不相同，直到最终组建了气球营。航空业的快速发展导致了硬式飞艇的试验以及齐柏林飞艇和舒特-兰茨（Schütte-Lanz）飞艇的建造。德国陆军购买的第一架军用飞机于1910年开始服役，首批五个航空营于1913年10月1日成立，德意志帝國陸軍航空隊（Die Fliegertruppen des deutschen Kaiserreiches）以及其他与空中事务有关的部门，如防空、本土防御和空中情报部门，於1916年10月8日统一归入空军。
此类飞机的职责最初是为了支援军队进行侦察和炮兵定位，就像普法戰爭（1870-1871年）期间以及早在法国大革命战争中的1794年的弗勒鲁斯战役期间使用气球一样。法国陆军航空部队（Aviation Militaire）成立于1909年，1912年改名为。英国皇家工兵航空营于1911年11月成立，下设两个连；英国皇家飞行队（RFC）成立于1912年2月，下设军事联队和海军联队。

## 组织

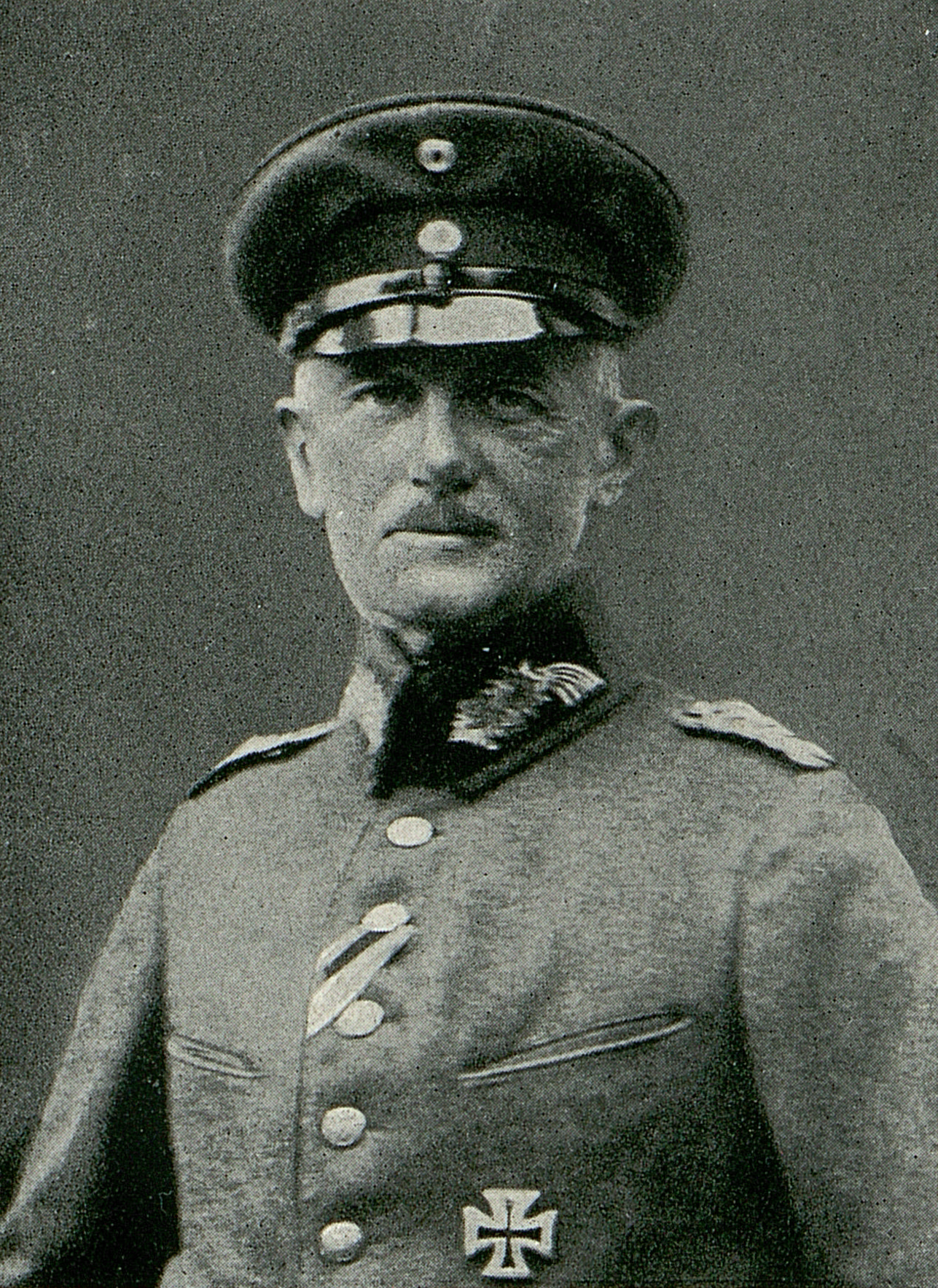
航空隊司令恩斯特·馮·霍普納

德意志帝國陸軍航空隊的最初致力于侦查，被称为「野战飞行队」（Feldflieger Abteilung）并正式配备了六架无武装、双座的“A”（单翼）和/或“B”型（双翼）飞机。每个“野战飞行队”都被分配到当地的一个陆军单位，并且通常编号与他们被分配的军队相同。
随着战争的进展，德意志帝國陸軍航空隊组织发生了重大变化，以适应新型飞机、条例、战术和地面部队（特别是炮兵）的需要。在此期间，组织和单位名称系统不断发展，成为1935年纳粹德国揭露納粹德國空軍时使用的系统基础。1916年期间，德國最高陸軍指揮部（OHL）將「飛行員部隊」（Die Fliegertruppen）重組，通过创建专业战斗机、轰炸机和侦察部队，例如单座战斗机中队「狩猎中队」（Jagdstaffeln）对抗英国皇家飞行队和法国陆军航空部队。

## 战斗机编制

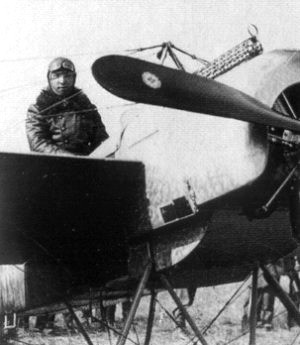
马克斯·伊梅尔曼中尉和他的第一架福克艾德克， E.13/15

1915 年夏天，战斗机首次部署在野戰飛行隊，每支部队配备一到两架新型福克E單翼戰鬥機，首先是五架福克M.5K/MG原型机，序列号为E.1/15至E.5/15。继1915年夏末交付M.5K/MG机身后，战斗机部队迅速发展，配备常规LMG 08「施龐道」重机枪的福克EI生产样机，早期的E.Is交给了像馬克斯·英麥曼这样的王牌飞行员。1915年8月德国空军收到IdFlieg序列号E.13/15。
德军向专业战斗机航空部队迈出的第一步是成立「单座战斗机部队」（Kampfeinsitzer Kommando，缩写为KEK），1916年2月由监察员少校弗里德里希·斯坦普尔（Friedrich Stempel）编队。这些都是基于福克E單翼戰鬥機和其他新兴战斗机设计，例如Pfalz E系列单翼飞机，这些战斗机在1915年至1916年冬季从野戰飛行隊中分离出来，并在特别战略位置成对或四机组合在一起，如KEK部队在沃昂韦尔芒杜瓦、阿维莱尔、雅梅、屈内勒和西线沿线的其他战略地点组建，充当空中警卫部队（Luftwachtdienst）仅由战斗机组成的部队。
继KEK部队时代直至1916年夏天部隊重組，建立「戰鬥機中隊」（Jagdstaffeln），由德意志帝国的四个王国派驻，通常以缩写闻名。普魯士王國位居主导地位，其战斗机部队最终組成了67个中队；而巴伐利亞王國成立了10个戰鬥機中隊、萨克森王国成立了7个、符騰堡王國成立了4个。
1917年6月24日，德意志帝國陸軍航空隊迎来了戰鬥機中隊四重奏，共同组成其第一个战斗机联队，即皇家普鲁士第1戰鬥機聯隊（JG I），由第4、6、10和11戰鬥機中隊合併而成，并为德意志帝國陸軍航空隊中使用罗马数字來編號设定了模式；曼弗雷德·冯·里希特霍芬从第11戰鬥機中隊的指挥位置晋升为第1战斗机联队的指挥。就像第2戰鬥機中隊（Jasta 2）已更名为波爾克中隊（Jasta Boelcke）一样（1916年12月，德国顶级战斗机战术家奧斯華·波爾克在1916年10月的一次空中相撞中丧生），继“红男爵”于1918年4月下旬在战斗中身亡后，第1战斗机联队更名为纪念冯·里希特霍芬（von Richthofen）。
普鲁士又建立了三个戰鬥機聯隊：1918年2月2日，第2戰鬥機聯隊（JG II）由第12、13、15和19戰鬥機中隊組成，由阿道夫·里特·冯·图切克（Adolf Ritter von Tutschek）指挥；同日，第3戰鬥機聯隊（JG III）由第2戰鬥機中隊和布魯諾·勒爾策领导的第26、27和36戰鬥機中隊合併而成；最后，1918年9月2日，皇家普鲁士海军戰鬥機聯隊（Marine Jagdgeschwader）由德意志帝國海軍的第1~5海軍戰鬥機中隊（Marine Feld Jastas）組成，由哥特哈特·薩克森堡（Gotthard Sachsenberg）负责。巴伐利亚也於1918年10月3日建立了皇家巴伐利亚第4戰鬥機聯隊（JG IV），由第23、32、34和35戰鬥機中隊組成，由爱德华·里特·冯·施莱希（Eduard Ritter von Schleich）领导。 

## 单位名称
| 單位中文翻譯         | 原文縮寫 | 原文                                       | 詳細說明                                                       |
| -------------------- | -------- | ------------------------------------------ | -------------------------------------------------------------- |
| 炮兵航空分隊         | AFA      | Artillerieflieger-Abteilung                | 炮兵偵察機分隊，負責協助砲兵進行偵察與校射。                   |
| 炮兵航空學校         | AFS      | Artillerieflieger-Schule                   | 訓練炮兵觀測飛行員的學校。                                     |
| 陸軍飛行基地         | AFP      | Armee-Flug-Park                            | 陸軍航空的後勤與維修基地，負責管理與維修飛機。                 |
| 氣球排               | BZ       | Ballonzug                                  | 觀測氣球排，主要用於戰場偵察與砲兵校射。                       |
| 轟炸機聯隊           | BG       | Bombengeschwader                           | 轟炸機聯隊，負責戰略與戰術轟炸。                               |
| 最高司令部轟炸機聯隊 | Bogohl   | Bombengeschwader der Oberste Heeresleitung | 直接受陸軍最高司令部指揮的轟炸機聯隊。                         |
| 轟炸機中隊           | Bosta    | Bomberstaffel                              | 轟炸機中隊，轟炸聯隊的基本作戰單位。                           |
| 軍事後勤站           | etc      | Etappe                                     | 軍事後勤與補給站，提供補給與維修。                             |
| 野戰飛行分隊         | FFA      | Feldflieger Abteilung                      | 1914-15 年間德軍的主要空軍作戰單位，負責偵察與輕型轟炸任務。   |
| 野戰飛艇分隊         | FLA      | Feldluftschiffer-Abteilung                 | 負責操作戰場偵察與指導砲擊的飛艇。                             |
| 堡壘航空分隊         | FestFA   | Festungsflieger-Abteilung                  | 駐守要塞的航空單位，負責要塞周邊偵察與防禦。                   |
| 飛行分隊             | FA       | Flieger-Abteilung                          | 通用航空偵察分隊，負責戰場偵察與情報收集。                     |
| 炮兵飛行分隊         | FA(A)    | Flieger-Abteilung (Artillerie)             | 為砲兵提供戰場偵察與指導砲擊的航空單位。                       |
| 飛行營               | FlgBtl   | Flieger-Bataillon                          | 負責組織與管理飛行員和地勤人員的營級單位。                     |
| 空中觀測員學校       | FBS      | Fliegerbeobachter-Schule                   | 訓練航空觀測員的學校。                                         |
| 飛行替補分隊         | FEA      | Fliegerersatz-Abteilung                    | 訓練與補充新飛行員的單位。                                     |
| 飛行學校             | FS       | Fliegerschule                              | 訓練飛行員的學校。                                             |
| 戰鬥機聯隊           | JG       | Jagdgeschwader                             | 戰鬥機聯隊，組成德軍的戰鬥機部隊。                             |
| 戰鬥機中隊           | Jasta    | Jagdstaffel                                | 以中隊為單位的戰鬥機部隊，是德軍一戰時期的主要戰鬥機作戰單位。 |
| 戰鬥機學校           | JastaSch | Jagdstaffel-Schule                         | 訓練戰鬥機飛行員的學校，也稱為 Jastaschule。                   |
| 單座戰鬥機指揮部     | KEK      | Kampfeinsitzerkommando                     | 早期單座戰鬥機作戰單位，是 Jasta 的前身。                      |
| 單座戰鬥機中隊       | Kest     | Kampfeinsitzerstaffel                      | 早期單座戰鬥機作戰單位，後來被 Jasta 取代。                    |
| 轟炸機聯隊           | KG       | Kampfgeschwader                            | 負責戰術轟炸的轟炸機聯隊。                                     |
| 最高司令部轟炸機聯隊 | Kagohl   | Kampfgeschwader der Oberste Heeresleitung  | 直接受最高司令部指揮的戰術轟炸機聯隊。                         |
| 轟炸機中隊           | Kasta    | Kampfstaffel                               | 轟炸機的基本作戰單位，隸屬於轟炸聯隊。                         |
| 飛艇部隊             | Luft     | Luftschiff-Truppe                          | 德軍飛艇作戰部隊，負責長程偵察與轟炸。                         |
| 飛艇營               | LsBtl    | Luftschiffer-Bataillon                     | 負責飛艇操作與維護的營級單位。                                 |
| 航攝排               | RBZ      | Reihenbildzug                              | 負責空中攝影偵察的排級單位。                                   |
| 巨型飛機分隊         | Rfa      | Riesenflugzeug-Abteilung                   | 負責操作巨型轟炸機的部隊。                                     |
| 對地攻擊機中隊       | Schlasta | Schlachtstaffel                            | 地面攻擊機部隊，專門支援步兵作戰。                             |
| 護航戰鬥機中隊       | Schusta  | Schutzstaffel                              | 保護轟炸機與偵察機的護航戰鬥機中隊，後來發展為 Schlasta。      |

## 飞机

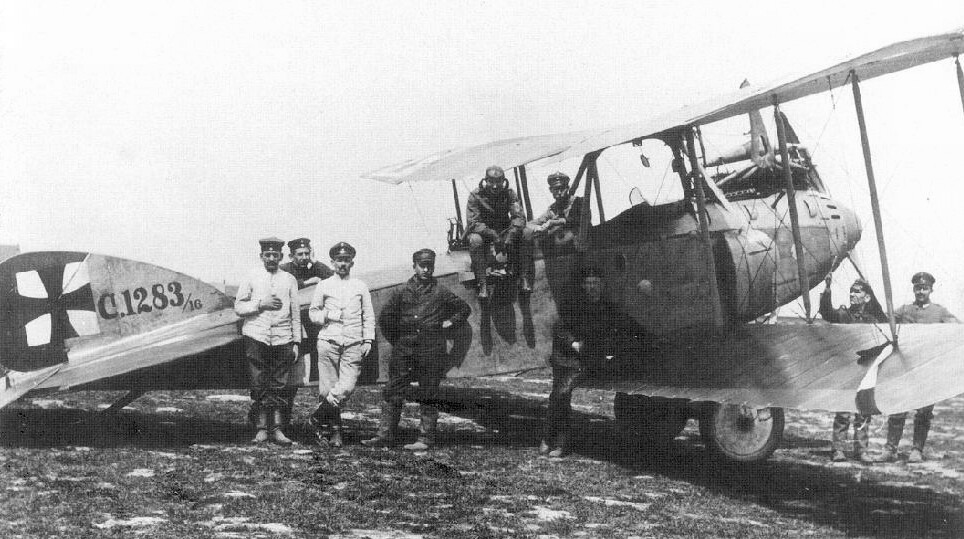
Allbatros C.VII# C.1283/16

战争期间，帝国陆军航空队使用了多种类型的飞机，包括战斗机（例如由制造的飞机）    、福克、   和西门子-舒克特）、侦察机（ Aviatik 、     (DFW) 和Rumpler )、 Halberstädter Flugzeugwerke和Hannoversche Waggonfabrik的双座战斗机以及重型轰炸机，主要是的双引擎设计   （   ）以及生产的巨型多引擎重型轰炸机   和的硬式飞艇   （齐柏林公司）和   以及其他公司的各种类型的飞艇。

## 飞机命名系统
第一次世界大战期间，正式用于军事服役的德国飞机被分配了一个名称，其中包括（1）制造商名称，（2）功能或“类别”字母，以及（3）罗马数字。需要由三部分组成的独特名称来简化对运营中的多种类型飞机的后勤支持，尤其是作为   中队通常配备几种不同类型的飞机。
命名系统是在战争期间演变的。最初，所有军用飞机都被归类为“A”（单翼飞机）或“B”（双翼飞机）。新型“C”级武装（两座）双翼飞机于 1915 年开始取代“B”级飞机作为侦察机，B 型飞机仍在继续生产，但作为教练机。 “E”级武装单翼飞机也于 1915 年推出——后来随着新飞机类型的推出，添加了其他级别。在战争的大部分时间里，“D”仅用于双翼战斗机，“E”用于单翼战斗机，“Dr”用于三翼战斗机，但到战争结束时，“D”名称用于所有单座战斗机，包括单翼飞机（至少在理论上，三翼飞机）。
| 類別             | 縮寫 | 說明 |
| ---------------- | ---- | --- |
| 無武裝偵察單翼機 | A    | 無武裝的偵察單翼機，例如RumplerTaube和FokkerM.5。                                                                        |
| 無武裝雙座雙翼機 | B    | 無武裝的雙座雙翼機，觀察員座位在飛行員前方。                                                                             |
| 武裝雙座雙翼機   | C    | 武裝雙座雙翼機，通常觀察員位於飛行員後方。                                                                               |
| 輕型雙座戰機     | CL   | 主要由哈爾伯施塔特和漢諾威生產，最初用作護航戰鬥機，1917–18年後主要用於對地攻擊。                                        |
| 雙翼戰鬥機       | D    | 雙翼機（Doppeldecker），指單座武裝雙翼機，後來也泛指所有戰鬥機，例如FokkerE.V單翼機後來更名為D.VIII。                    |
| 三翼戰鬥機       | Dr   | 三翼機（Dreidecker），三翼戰鬥機，例如福克Dr.I戰鬥機。最初服役測試的福克三翼機曾使用「F」代號。                          |
| 武裝單翼機       | E    | 單翼機（Eindecker），指武裝單翼機，最初也包括雙座單翼機。戰爭末期的新型單翼機被重新分類為「D」（單座）或「CL」（雙座）。 |
| 大型雙發飛機     | G    | 大型飛機（Grossflugzeug），主要為雙發動機轟炸機，最初代號為「K」。                                                       |
| 輕型雙發轟炸機   | GL   | 較輕且速度較快的雙發轟炸機，主要用於日間作戰。                                                                           |
| 裝甲攻擊機       | J    | 戰鬥機（Schlachten），燃油箱、飛行員及（通常）發動機都有裝甲保護，減少對地面火力的脆弱性，主要用於低空作戰與地面攻擊。   |
| 夜間轟炸機       | N    | 由「C」型飛機改裝為夜間轟炸機，配備夜間飛行設備，機翼展更大以增加炸彈載量。                                              |
| 巨型飛機         | R    | 巨型飛機（Riesenflugzeug），至少三具發動機，多則可達四到六具，所有發動機可在飛行中維修。                                 |

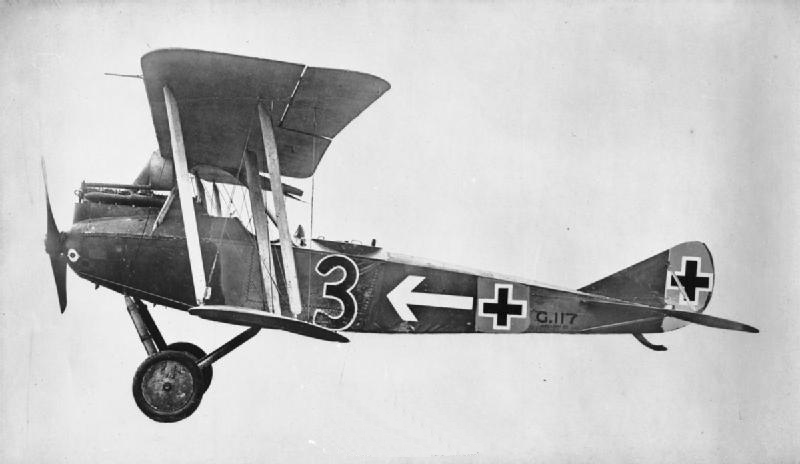
鲁普勒 C.VII G.117

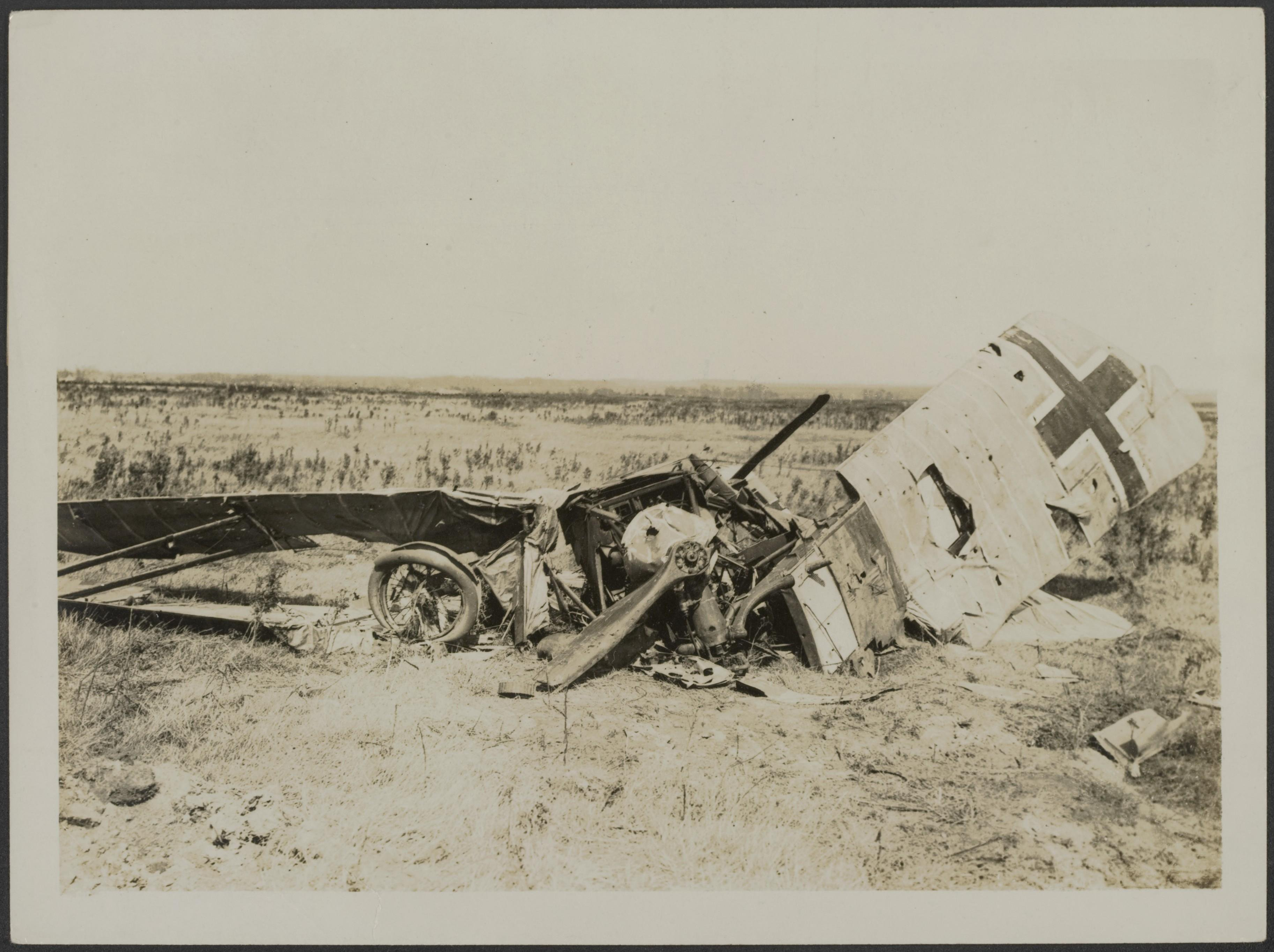
在西线被摧毁的德国飞机 - 可能是 Rumpler C.IV' Balkenkreuz 显示这是一架 1918 年的飞机

大多数制造商还拥有自己的编号系统，与其产品的官方军事名称完全不同。这些有时会引起混乱 - 例如，军用“J”系列装甲飞机设计与容克斯航空公司自己的“J”工厂型号名称截然不同 - （军用）容克斯 JI装甲全金属倍半飞机的工厂名称，例如，Junkers J.4。 根据某些消息来源，“M”（代表“Militär”或军事）和“V”（代表“Versuchs”或实验性的）最初意味着   福克公司的名称或“无支撑”机身）也是内部的。后者与第三帝国时代德国官方的“V”名称没有直接联系，也表示    ，适用于原型机，由RLM从 1935 年颁布。
   海上航空服务使用制造商的名称，而不是系统化的   如上所述的系统。例如，陆地飞机哥达轰炸机的制造商将其编号为“LD”（“陆地双翼飞机”）系列，但在中将其编号为“G”系列   – 虽然海军使用的哥达水上飞机（并且继续）以其制造商的“WD”（ 而闻名   ，或“水上飞机双翼飞机”）名称。同样，来自腓特烈港飞机厂的大量德国水上飞机设计，在海军服役时均以其“FF”工厂名称而闻名。
陆军和海军飞艇都是单独编号的，就像当代德国驱逐舰和潜艇一样，并且不属于任何“类型”名称系统。

## 飞行员

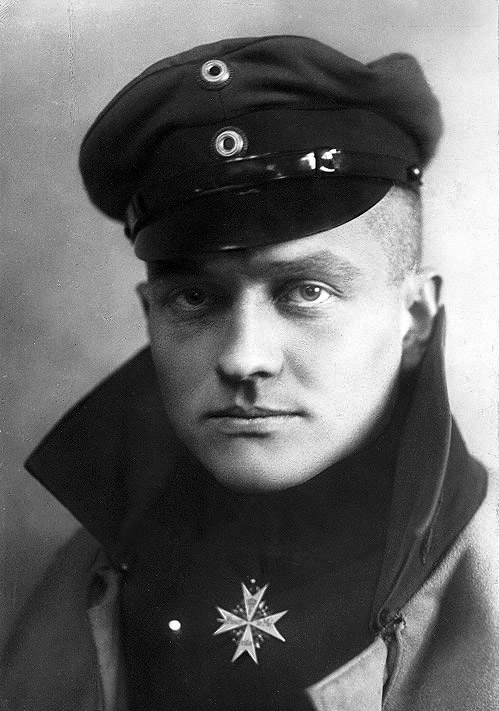
曼弗雷德·冯·里希特霍芬，绰号“红男爵”

战斗机飞行员在军用航空史上最受关注，因为它产生了高分“王牌”，例如曼弗雷德·冯·里希特霍芬 ，在德语中被称为（红色空中战斗机），英文为「The Red Baron」（紅男爵）。他已确认击落80架飞机，被认为是战争中最成功的战斗机飞行员。1915年7月15日，第一架“确认”的德国空中战斗机胜利归功于配备同步机枪的飞机，击落了中尉库尔特·温特根斯（Kurt Wintgens），此前，7月击落了两架类似的Morane-Saulnier L遮阳伞单翼飞机。15日，7月1日和4日各发生一次尚未得到证实的事件——这两周德国史无前例的空中胜利开启了福克天灾时期。从福克天灾号开始，其他著名的德国飞行员包括恩斯特·乌德特、埃里希·洛文哈特、维尔纳·沃斯、约瑟夫·雅各布斯、洛塔尔·冯·里希特霍芬、威廉·弗兰克尔、赫尔曼·戈林、马克斯·伊梅尔曼和航空战术大师奥斯瓦尔德·布尔克（后一对是第一批被授予荣誉称号的人）授予功勋勋章，这是德意志帝国军官的最高英勇勋章：同时，1916年1月12日，在击落八架盟军飞机后；伊梅尔曼的获奖可能使该勋章获得了流行的绰号“蓝色麦克斯”。
随着越来越多的飞行员达到这一标准，所需的空中胜利次数稳步增加到1918年的30架左右，共有76名飞行员荣获功勋勋章 。69名飞行员获得了军事功勋十字勋章（Goldenes Militär-Verdienst-Kreuz），这是普鲁士授予士官和士兵的最高勇敢奖章；其中包括戈特弗里德·埃曼（Gottfried Ehmann），他是战争中得分最高的空中炮手（12 场胜利）。大约391名德国飞行员击落了至少5架盟军飞机。

## 徽章

1918 年 4 月上旬德国航空部队采用的基本Balkenkreuz国家徽章

德国和奥匈帝国的军用飞机最初使用十字图案徽章，在德语中最常被称为    ，为普鲁士军事勋章。  ，一个白色的黑色希腊十字，取代了 1918 年 3 月下旬的早期标记（特别是在 4 月初——里希特霍芬的最后一个 Dr.I， 425/17 ，在他被杀之前被更改），尽管关于这个主题的最后一个命令，标准化新的国家标记，日期为 1918 年 6 月 25 日。

## 最后一年
1918年1月至9月期间，德国飞行员击落了3,732架盟军飞机，损失了1,099架飞机；到战争结束时，德国陆军航空兵部队总共拥有2709架前线飞机、56艘飞艇、186个热气球分队和约4500名飞行人员。德国战败后，根据《凡尔赛条约》（第198条）的条件，德國空軍于1920年5月8日完全解散，並将其飞机完全移交给盟军（第202条）。

## 统计数据
德国的伤亡总数为4,579名机组人员和299名地面人员，1,372人失踪/被俘，5,123人受伤，还有1,962 人在德国飞行事故中丧生；敌方行动造成的物质损失为3,126架飞机、546个气球和26艘飞艇。尽管将所有已确认的盟军王牌击落数据加起来，总共摧毁了不到5,000架德国飞机以及600个观测气球，而盟军仅摧毁了3,000架飞机和370个观测气球。根据其他消息来源，德国空军击落了7,783架盟军飞机（西线 7,425 架，东线 358 架）和614个被俘气球。此外，还有1588架盟军飞机和2艘飞艇被德军高射炮击落。